# 波洛希 (普里盧基區)
波洛希（烏克蘭語：Пологи）是烏克蘭的村落，位於該國北部切爾尼戈夫州，由普里盧基區負責管轄，始建於1600年，面積0.92平方公里，海拔高度130米，2001年人口114，人口密度每平方公里123.6人。